# Afghanistanstämmige in Deutschland

Regionale Verteilung der afghanischen Staatsbürger 2022

Als Afghanistanstämmige oder Afghanischstämmige in Deutschland werden Menschen bezeichnet, die in Deutschland leben und ursprünglich aus Afghanistan kommen bzw. die Nachkommen. Die afghanische Diaspora in Deutschland ist eine sehr heterogene Gruppe, da Afghanistan ein multiethnisches Land mit zahlreichen Volksgruppen ist. Afghanische Flüchtlinge kamen in verschiedenen Wellen nach Deutschland.

## Einwanderung und Rechtsstatus
Die Zahl der in Deutschland lebenden Personen mit afghanischem Migrationshintergrund betrug laut dem Mikrozensus des Statistischen Bundesamts im Jahr 2019 297.000, darunter 233.000 mit eigener Migrationserfahrung. Allerdings waren im Ausländerzentralregister im selben Jahr nur 263.420 afghanische Staatsbürger verzeichnet (2020: 271.805). Laut Ausländerzentralregister ergibt sich damit seit 2015 (131.454 afghanische Staatsangehörige) eine Zunahme von knapp 140.000 Menschen.
Hinsichtlich des Bevölkerungsanteils von Afghanistanstämmigen lagen unter den Landkreisen und kreisfreien Städten in der Bundesrepublik beim Zensus 2011 die Städte Offenbach am Main und Hamburg vorn, gefolgt von Darmstadt und Frankfurt am Main. In Hamburg lebten am 31. Dezember 2017 35.805 Personen mit afghanischem Migrationshintergrund, die größte Anzahl in einer deutschen Großstadt. Außerdem bilden sie die größte Gemeinschaft von Afghanistanstämmigen in ganz Europa. Zeitweise gab es in Hamburg ein afghanisches Museum.
Von den im Laufe des Jahres 2015 zugezogenen Afghanen stellten rund 31.000 erstmals einen Antrag auf Asyl. Von den afghanischen Antragstellern, über deren Asylantrag im Laufe des Jahres 2015 entschieden wurde, erhielten 47 % einen Schutzstatus, überwiegend aufgrund ihrer Flüchtlingseigenschaft. Die Anerkennungsquote als Asylberechtigte lag bei unter 1 Prozent.
Zum Jahreswechsel 2016/2017 befanden sich laut Innenministerium etwa 12.000 ausreisepflichtige Afghanen in Deutschland.
Ein Jahr nach NATO-Abzug im August 2021 waren bis Ende Juli 2022 17.556 ehemalige Ortskräfte und Familienangehörige aus Afghanistan nach Deutschland gekommen. Insgesamt hat Deutschland 23.614 Ortskräften und Familienangehörigen die Aufnahme zugesichert. Dies war mehr als vergleichbare Länder. So nahm Großbritannien 10.100 Personen aus Afghanistan auf.
Am 31. Dezember 2022 lebten 425.000 Afghanen bzw. Deutsche afghanischer Abstammung in Deutschland.
Der Europäische Gerichtshof hat 2024 entschieden, dass afghanischen Frauen in der EU Asyl zusteht, da eine Gruppenverfolgungssituation vorliegt.

## Integrationsstand
Afghanen stellten nach Einschätzung des Journalisten David Schah in einem Bericht von 2004 in Deutschland eine der am besten integrierten Minderheiten dar und hätten oft geringe Bindungen an ihr Heimatland.
Nach Aussage des Entwicklungshelfers Reinhard Erös vom Oktober 2015 hätten sie von allen Einwanderergruppen den geringsten Anteil an der Ausländerkriminalität. Diese Aussage bezog sich auf Afghanen, „die bereits seit etlichen Jahren oder Jahrzehnten in Deutschland lebten.“
2022 waren nach Angaben des Bundeskriminalamts Menschen afghanischer Abstammung überproportional häufig in der polizeilichen Kriminalstatistik vertreten.
Im September 2017 waren 37.700 Afghanen in Deutschland sozialversicherungspflichtig beschäftigt; 94.400 bezogen Regelleistungen der Grundsicherung (ALG II). Die Beschäftigungsquote der Afghanen beträgt damit 20,5 Prozent (zum Vergleich: Ausländer insgesamt 41 Prozent, Asylbewerber aus nichteuropäischen Herkunftsstaaten 17,8 Prozent), unter Einschluss der nur geringfügig Beschäftigten 25,1 Prozent.
Nach dem Messerangriff in Mannheim am 31. Mai 2024, der von einem 25-jährigen Afghanen begangen wurde, der 2013 als 14-jähriger Flüchtling nach Deutschland kam, gab es eine intensive Diskussion über Abschiebungen nach Afghanistan, obwohl die Bundesregierung keinen Kontakt zur Taliban-Regierung hat. In einer Regierungserklärung im Bundestag erklärte Bundeskanzler Olaf Scholz, dass die Regierung die Abschiebung von Schwerstkriminellen nach Afghanistan und Syrien wieder ermöglichen wolle. Nach dem Messeranschlag in Solingen wurden im August 28 Straftäter nach Afghanistan ausgeflogen.

## Bekannte Afghanen und Afghanistanstämmige in Deutschland
- Kabir Stori (1942–2006), paschtunischer Dichter
- S.M. Hosseini (1929–2023), Dekan der Naturwissenschaftlichen Fakultät Universität Kabul, Atom- und Kernphysiker (Schwerpunkt Supraleiter CERN)
- Ghulam-D. Totakhyl (* 1944), Politiker
- Ahmad Morid (* 1956), Sänger
- Karim Popal (* 1957), Rechtsanwalt
- Abdul Ahad Momand (* 1959), Kosmonaut
- Sultan Masood Dakik (* 1967), Unternehmer, Mitglied des afghanischen Königshauses, erster afghanischstämmiger Träger des Bundesverdienstkreuzes
- Walid Nakschbandi (* 1968), Journalist, Fernsehproduzent und Manager in der Verlagsgruppe Georg von Holtzbrinck
- Sayed Ahmad Shah Sadaat (* 1971), Politiker
- Fereshta Ludin (* 1972), Lehrerin
- Nina Tenge (* 1974), Rap-Künstlerin und Schauspielerin aus Hamburg
- Mina Tander (* 1978), Schauspielerin
- Ahmad Milad Karimi (* 1979), Religionsphilosoph, Islamwissenschaftler, Übersetzer des Koran, Dichter und Verleger
- Sulaiman Masomi (* 1979), Poetry-Slammer und Schriftsteller
- Burhan Qurbani (* 1980), Filmregisseur und Drehbuchautor
- Simin Tander (* 1980), Jazzmusikerin
- Seeta Qasemie (* 1982), Sängerin und Komponistin
- Hamid Rahimi (* 1983), Boxer
- Graziella Schazad (* 1983), Singer-Songwriterin
- Djelaludin Sharityar (* 1983), Fußballspieler
- Zohre Esmaeli (* 1985), Model und Sozialunternehmerin
- Ali Hakim (* 1985), Filmregisseur und Drehbuchautor
- Valy Hedjasi (* 1986), Popmusiker
- Zallascht Sadat (* 1986), Model
- Khesrau Behroz (* 1987), Podcaster
- SadiQ (* 1988), Rapper
- SSIO (* 1989), Rapper
- Diba Hakimi (* 1990), Sängerin und Unternehmerin
- Wana Limar (* 1990), MTV-Moderatorin und Modejournalistin
- Hassan Amin (* 1991), Fußballspieler
- Faisal Kawusi (* 1991), Komiker
- Rebecca Mir (* 1991), Model
- Shabnam Ruhin (* 1991), Fußballspielerin
- Kalim (* 1992), Rapper
- Shokran Parwani (* 1992), Profiboxer
- Mariam Ruhin (* 1993), Fußballspielerin
- ApoRed (* 1994), Rapper und YouTuber
- Nasrat Haqparast (* 1995), Kampfsportler
- Nadiem Amiri (* 1996), Fußballspieler
- Mena Ahmadi (* 1997), Fußballspielerin
- Manija Mir (* 1997), Fußballspielerin
- Dorranai Hassan (* 2000), Fußballspielerin